# Spathiphyllum cannifolium
Spathiphyllum cannifolium là một loài thực vật có hoa trong họ Ráy (Araceae). Loài này được (Dryand. ex Sims) Schott miêu tả khoa học đầu tiên năm 1853.

## Hình ảnh

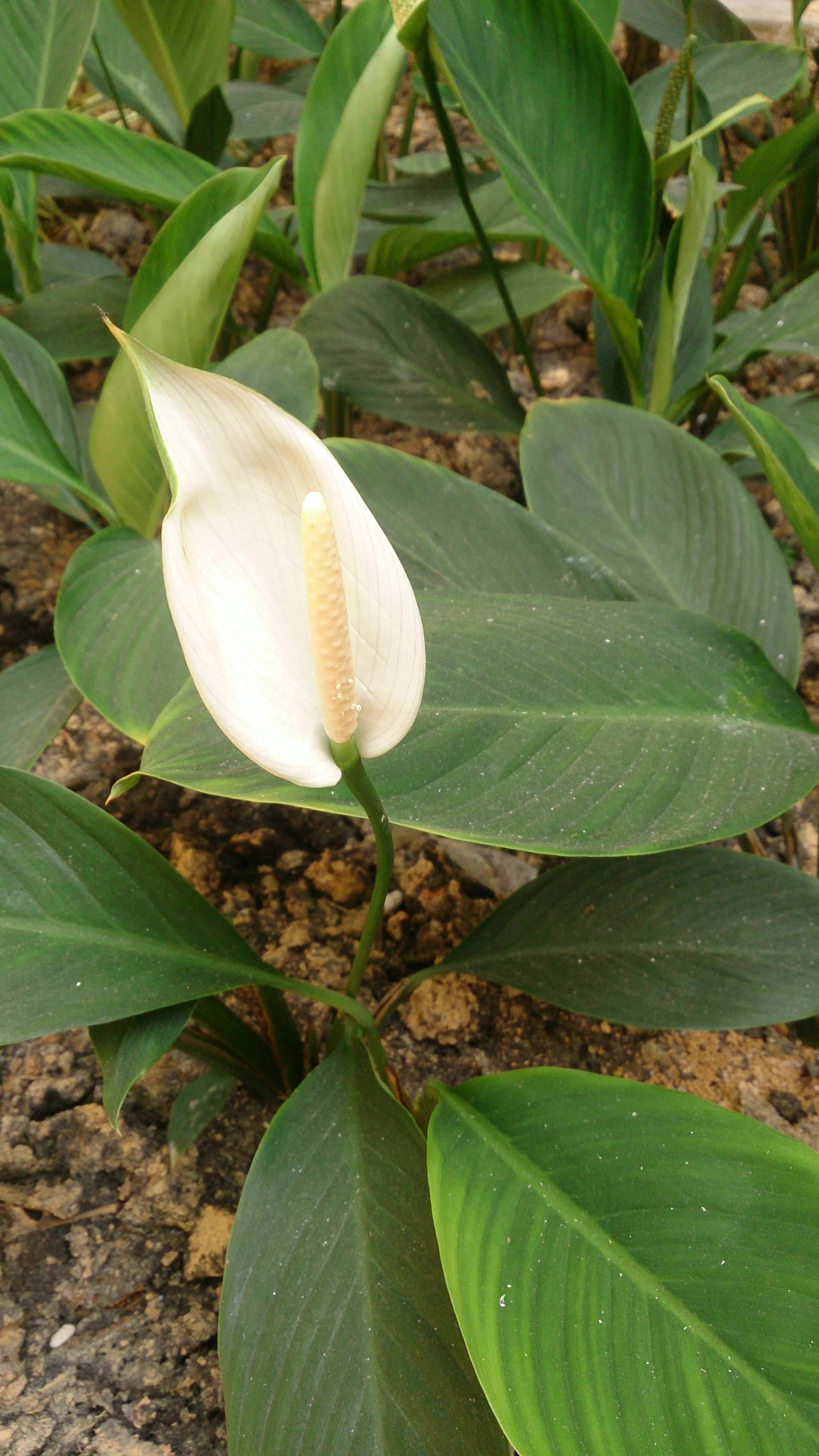
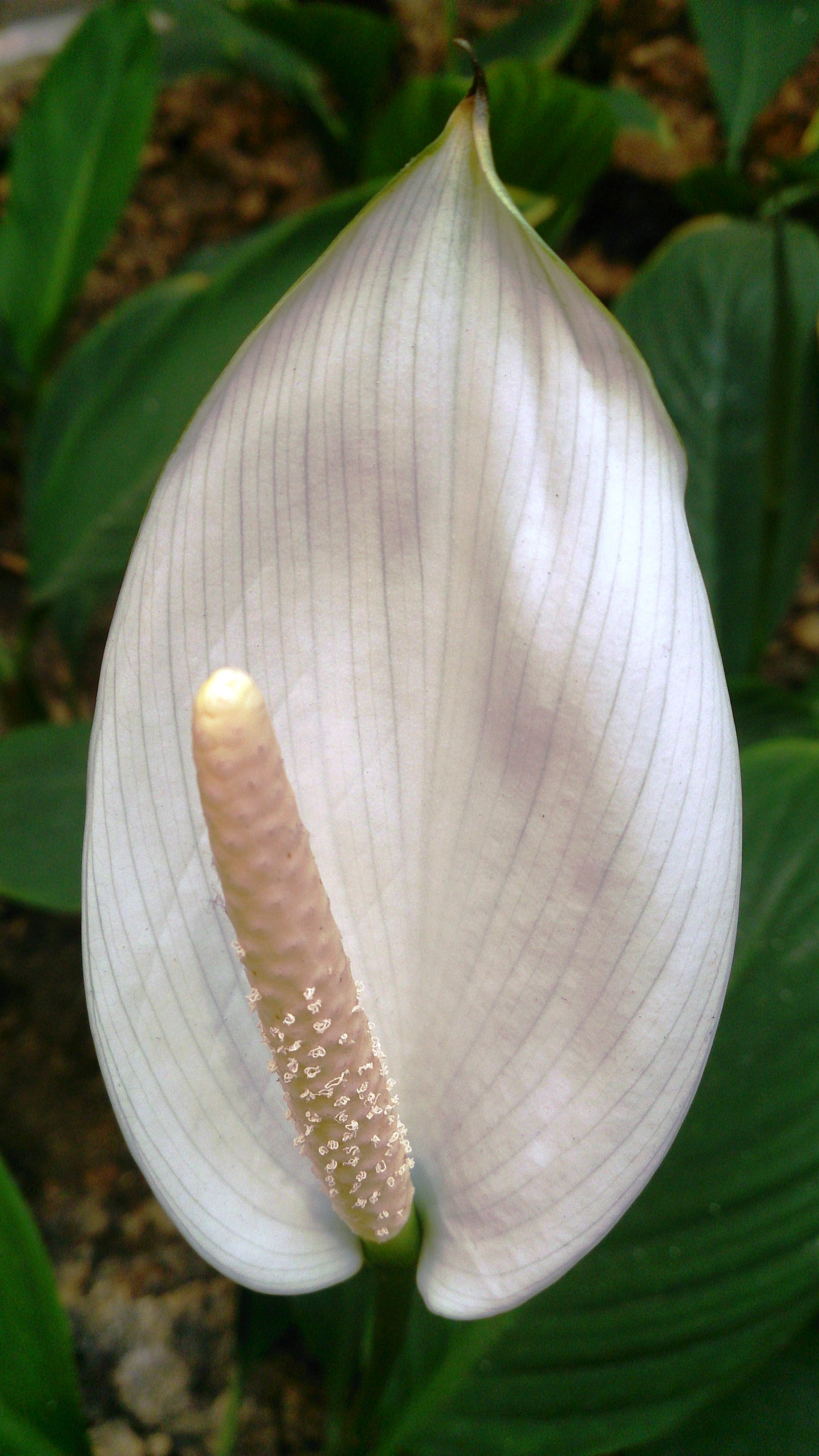
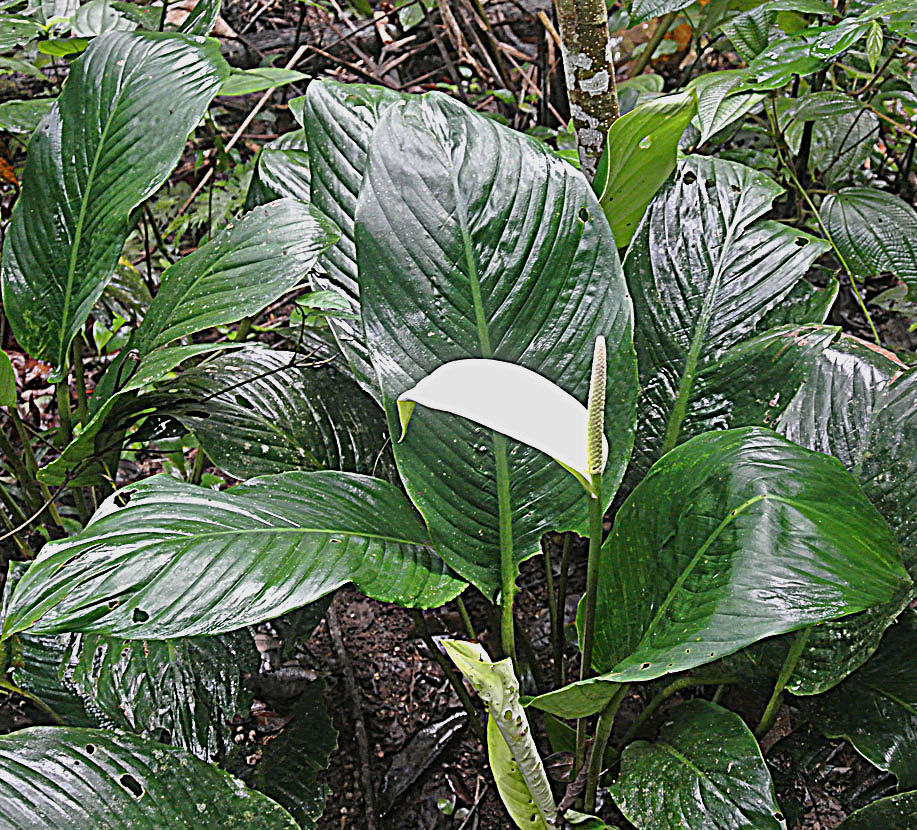